# Riflessi sulla pelle
Riflessi sulla pelle (The Reflecting Skin) è un film del 1990 scritto e diretto da Philip Ridley, al suo esordio alla regia.

## Trama
Idaho, anni '50. Tre bambini fanno un brutto scherzo ad una vedova, Dolphin. Fanno esplodere una rana che la imbratta di sangue. Seth è uno dei tre bimbi. Suo padre gestisce una pompa di benzina ed il suo unico svago è leggere fumetti sui vampiri, la madre odia la propria vita, la puzza di benzina che impregna tutto e vive solo in attesa del ritorno del figlio maggiore, Cameron, in servizio nel Pacifico. Quando uno degli amichetti di Seth viene rinvenuto morto nel pozzo d'acqua della famiglia, lo sceriffo, al quale manca una mano, un occhio ed ha un orecchio mozzato, accusa il padre di Seth, precedentemente accusato di molestie nei confronti di un minore. Questi, pieno di vergogna, si suicida facendosi saltare in aria assieme alla pompa di benzina.
Seth intanto, nella sua ingenua ignoranza, passa il suo tempo in compagnia di un feto morto, convinto che sia il suo amico morto divenuto un angelo e si convince che la vedova sia una vampira. Quando suo fratello maggiore fa ritorno dalla guerra e s'innamora di questa, cerca in tutti i modi di evitare che tra loro possa nascere una storia per evitare che anche lui muoia, vedendo il fratello deperire. In realtà il fratello sta morendo per le radiazioni che lo hanno colpito durante i test atomici. Nel frattempo è stato trovato il corpo esanime dell'altro compagno di giochi del piccolo Seth. Anche Dolphin morirà per mano degli stessi assassini, una banda di balordi che scivolano sulle polverose vie della campagna su un'automobile nera. Solo quando vede la donna morta e la disperazione del fratello, Seth capisce dove si annida veramente il male.

## Produzione
Il film è stato girato nell'Alberta meridionale. Per la scena dell'esplosione della rana è stata utilizzata una replica creata dall'effettista Dave Trainor.

## Distribuzione
Il film è stato presentato in anteprima il 13 maggio 1990 come film d'apertura della Settimana internazionale della critica al 43º Festival di Cannes. È stato distribuito nelle sale cinematografiche italiane da Academy Pictures nel settembre dello stesso anno.

## Accoglienza
Il film è stato accolto dalla critica con pareri «dal rispettoso all'ammirato fino all'entusiasta» sin dalla sua prima proiezione al festival di Cannes (dove un critico francese lo definì «déjà un culte»), accompagnati da paragoni con Velluto blu di David Lynch. In particolare, Roger Ebert, che aveva stroncato quest'ultimo, lo trovò superiore. Variety lo definì invece un «esercizio pretenzioso di grottesco [...] le [cui] situazioni abnormali e personaggi morbosi vengono presto a noia, lasciando con poco più che l'amaro in bocca», pur lodando la fotografia di Dick Pope.
Sull'aggregatore di recensioni online Rotten Tomatoes, il film ha una percentuale di giudizi positivi pari all'88% basata su 16 recensioni da parte della critica, con una media del 6,7.

## Riconoscimenti
- 1990 - Festival di Locarno[8]
  - Pardo d'argento (ex aequo con Metropolitan)